# Tadeu Hassem
Licurgo Tadeu De Souza Hassem (Brasiléia),  é um político brasileiro, filiado ao Republicanos. Nas eleições de 2022, foi eleito deputado estadual pelo AC.